# Thor Tollefson

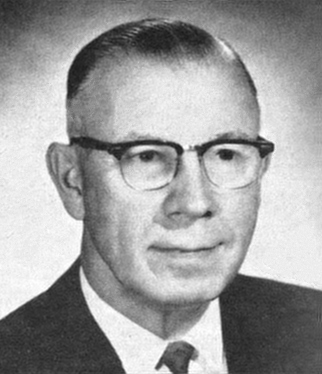
Thor Tollefson (1963)

Thor Carl Tollefson (* 2. Mai 1901 in Perley, Norman County, Minnesota; † 30. Dezember 1982 in Tacoma, Washington) war ein US-amerikanischer Politiker. Zwischen 1947 und 1965 vertrat er den Bundesstaat Washington im US-Repräsentantenhaus.

## Werdegang
Bereits im Jahr 1912 kam Thor Tollefson nach Tacoma. Dort besuchte er die öffentlichen Schulen einschließlich der Lincoln High School, die er im Jahr 1924 abschloss. Nach einem anschließenden Jurastudium an der University of Washington in Seattle und seiner im Jahr 1930 erfolgten Zulassung als Rechtsanwalt begann er in Tacoma in seinem neuen Beruf zu arbeiten. Zwischen 1938 und 1946 war er Bezirksstaatsanwalt im dortigen Pierce County.
Politisch war Tollefson Mitglied der Republikanischen Partei. Zwischen 1936 und 1944 war er Delegierter auf allen regionalen republikanischen Parteitagen in Washington. Bei den Kongresswahlen des Jahres 1946 wurde er im sechsten Wahlbezirk seines Staates in das US-Repräsentantenhaus in Washington, D.C. gewählt, wo er am 3. Januar 1947 die Nachfolge des Demokraten John M. Coffee antrat, den er bei der Wahl geschlagen hatte. Nach acht Wiederwahlen konnte Tollefson bis zum 3. Januar 1965 neun zusammenhängende Legislaturperioden im Kongress absolvieren. In dieser Zeit eskalierte der Kalte Krieg. Außerdem fand der Koreakrieg statt und der Vietnamkrieg nahm seinen Anfang. Innenpolitisch stand die Bürgerrechtsbewegung im Mittelpunkt des politischen Geschehens. Während Tollefsons Zeit im US-Repräsentantenhaus wurden dort der 22., der 23. und der 24. Verfassungszusatz beraten und verabschiedet.
Bei den Wahlen von 1964 unterlag er dem Demokraten Floyd Hicks. Nach seinem Ausscheiden aus dem Kongress wurde Tollefson Direktor der Fischereiverwaltung des Staates Washington. Später war er Berater des Gouverneurs von Washington bei internationalen Verhandlungen über Fragen der Fischerei. Tollefson starb am 30. Dezember 1982 in Tacoma und wurde dort auch beigesetzt.